# セルデューク

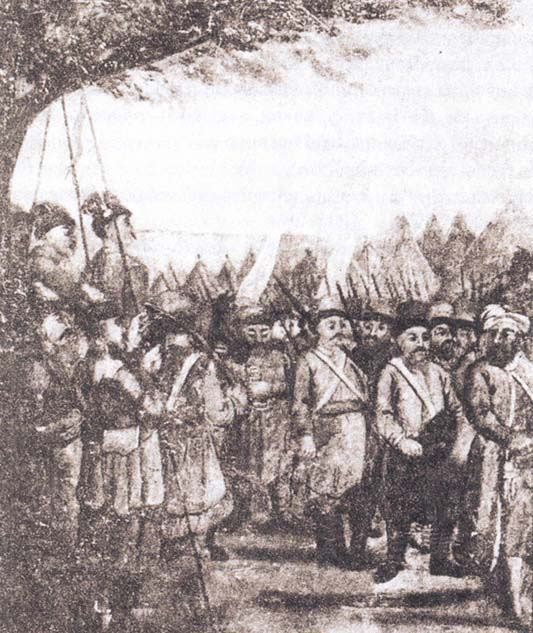
行進中のヘーチマンの歩兵親衛隊 (17世紀末、ポーランドの不明画家の作品.)

セルデューク（ウクライナ語: Сердюк；意訳: 忠心隊）は、ウクライナ・コサックの首長であるヘーチマンの歩兵親衛隊、また、その親衛隊の構成員のことである。17世紀後半から1726年まで存在していた。

## 概要
セルデュークは、ヘーチマン国家における非ウクライナ人の傭兵、主としてセルビア人あるいはモルダヴィア人によって構成された軍事組織であった。ヘーチマンは自軍における叛乱を防止するために、故意にウクライナ人を親衛隊に入れなかったのである。当時、ウクライナ・コサックでは、親ポーランド派、親モスクワ（ロシア）派、独立派という3つの派閥の間に対立が相次いでおり、ヘーチマンは非常に弱い立場にあった。そのため、派閥の権益とその軍事力に依存せずにヘーチマンの権威を保てるよう、ヘーチマンは非ウクライナ人からなる親衛隊をつくったのである。
セルデュークの親衛隊は3ないし4つの部隊から構成され、各部隊はそれぞれ400から500人でなっていた。その部隊の任務は国境の警備・国内の治安、ヘーチマンの本陣の護衛などであった。
セルデュークが最初に組織されたのはヘーチマン・ペトロー・ドロシェーンコの時代で、その後各ヘーチマンに受け継がれた。しかし、ヘーチマン国家に及ぶロシア帝国の影響力が増大すると、セルデュークの立場は急速に悪化した。1726年7月14日には、ツァーリの命によりセルデュークは廃止された。
1918年4月29日に成立したウクライナ国では、「セルデューク師団」というヘーチマン部隊が組織された。これも、12月の国家滅亡で消滅した。